# Pseudomesochra scheibeli
Pseudomesochra scheibeli is een eenoogkreeftjessoort uit de familie van de Pseudotachidiidae. De wetenschappelijke naam van de soort is voor het eerst geldig gepubliceerd in 1982 door Schriever.